# Brauerei Falken
Falken ist eine Bierbrauerei in Schaffhausen, Schweiz, die seit 1799 existiert und heute als einzige unabhängige Brauerei der Region Schaffhausen gilt.
Die Brauerei Falken ist mit knapp 70 Mitarbeitenden und der Produktion von 14 verschiedenen Biersorten eine der ältesten, eigenständigen Brauereibetriebe der Schweiz. Jährlich werden über 10 Millionen Liter Getränke aller Art verkauft. Das Hauptabsatzgebiet liegt in den Kantonen Schaffhausen, Thurgau und Zürich.

## Geschichte

### Entstehung
1644 wurde von Max Weber die erste Hausbrauerei in der Webergasse in Schaffhausen gegründet. 1768 erhielten Heinrich Fehrlin und Hans Jakob Kirchhofer eine Braubewilligung. Im Jahre 1799 beginnt Bernhard Fischer im Wirtshaus «Zum Zedernbaum» mit der gewerblichen Brauerei in Schaffhausen. Das dort gebraute Bier wurde im Wirtshaus «Falken», das nebenan in der Schaffhauser Altstadt lag, gezapft. Von diesem Wirtshaus stammt auch der Name der Brauerei.

### Erster Gesamtarbeitsvertrag der Schweizer Industriegeschichte
Um 1870 hatte das Arbeitsverhältnis zwischen den Brauereibesitzern und der Arbeiterschaft patriarchalischen Charakter. Durch die einsetzende Industrialisierung wurden die Verhältnisse neu geordnet. Es entstand eine klassenbewusste Arbeiterschaft, die sich gewerkschaftlich organisiert gegen die Verhältnisse auflehnte. Als Konsequenz davon wurde 1886 der erste Gesamtarbeitsvertrag zwischen Arbeitgebern und Arbeitnehmern in der Geschichte der Schweizer Industrie abgeschlossen. Dieser Vertrag ist heute noch gültig.

### Die Jahre 1900–1940
Die Jahre bis zum Ersten Weltkrieg waren für die Brauerei Falken eine Blütezeit. Vor allem das Flaschenbier erlebte ein solch guten Absatz, dass das Aktienkapital 1912 sogar auf 1,5 Mio. Franken erhöht werden konnte.
Der Erste Weltkrieg war für die Brauerei schwierig. Die Rohstoffpreise schossen in die Höhe, der Bierkonsum sank. Bis zum Ende des Krieges 1918 sank der Bierabsatz auf lediglich 26'000 Hektoliter. Zwar gewann das Geschäft nach Kriegsende wieder langsam an Fahrt. Der Zustand der technischen Anlagen allerdings war kriegsbedingt sehr schlecht. Zwischen 1926 und 1933 wurde die Brauerei daher nach und nach renoviert. Ein neues Kühlschiffhaus entstand. Abfüllanlagen, Wasserreservoirs und Lagerkeller. Werkstätten für Schlosser, Spengler, Küfer, Maler und Schreiner wurden aus den Produktionsgebäuden ausgegliedert und in eigene Bauten verlegt. Mit der Inbetriebnahme neuer Abfüllanlagen wurde auch das bisherige Lagerangebot an hellen und dunklen Bieren durch die beiden Spezialbiere Munotquell und Randenbock erweitert.

### Vom Zweiten Weltkrieg bis heute
Während des Zweiten Weltkriegs wurde fast die Hälfte des Personalbestandes für die Armee mobilisiert. Die Einführung der Warenumsatzsteuer und des Wehropfers wirkten sich verheerend auf den Bierkonsum aus. Der Bierverkauf der Brauerei Falken brach während der ersten drei Kriegsjahre um 30'000 Hektoliter ein.
Nach dem Kriegsende erholte sich das schweizerische Braugewerbe langsam von den Kriegsfolgen. Der Absatz stieg wieder und das Flaschengeschäft wurde erweitert. Auch konnte das seit 1937 in Deutschland verlorene Absatzgebiet der Exklave Büsingen zurückgewonnen werden. Damit wird in den Büsinger Gasthäusern wieder Bier der Brauerei Falken aus Schaffhausen ausgeschenkt.
Im April 1963 beschlossen die Schweizerischen Bundesbahnen den Ausbau des Güterbahnhofs in Schaffhausen. Die SBB forderten von der Brauerei rund 11'000 m² Land des Areals der Brauerei. Nach langen Verhandlungen einigten sich die Parteien. Die Brauerei musste 3'850 m² Land an die SBB abtreten. Im Gegenzug erhielt sie einen eigenen Gleisanschluss.
In den 1970er Jahren verschwanden viele kleine Brauereien aufgrund des industriellen Strukturwandels. Die Brauerei Falken konnte sich in dieser Zeit als einzige unabhängige Brauerei in der Nordostschweiz bis heute behaupten. 1999 feierte die Brauerei ihr 200-jähriges Bestehen.
Seit 2022 stellt die Brauerei Falken die Biere der Marke Müller Bräu der 1897 gegründeten Brauerei H. Müller aus Baden her.

## Produkte
Das Sortiment der Brauerei besteht aus
- Hülse Original – naturbelassenes Bier – Bier mit Stil
- Hülse Ice – gebraut mit 1/3 Braumais
- Hülse Lemon – Bier mit Limonade
- Hülse Fusion – 65 % Moscato mit 35 % Bier
- Hülse Free – der Genuss OHNE Alkohol
- Falken Lager – Original Lagerbier Hell
- Falken alkoholfrei
- Falken Panaché – Lagerbier mit Citro
- Edelfalke – Spezialbier Hell
- Falken Prinz – Premium Bier
- Das Weizen – Hefe-Weizenbier
- Amber Naturtrüb
- Stammhaus – naturtrübes Lagerbier – gebraut nach altem Rezept
- GinGin – Gin mit Kakao verfeinert
- Gin 82 – Gin mit Wacholder
- Sorachi Hop Gin  – Gin mit Aromahopfen Sorachi
- El Falcone – Rum
- Munot Malt – Whisky

Seit 2022 stellt Falken die Biere der Marke Müller Bräu her: Dark Gold, Lagerbier, Müller Gold, Zwickel Bier, Pale Ale, Red Porter Ale, UrWeizen, Wildschwein Bier, Müller Bräu Non-Alcoholic und Müller extra.
Für den Discounter Lidl Schweiz braut Falken dessen Eigenmarke «Gletscherbräu» in den Varianten Lagerbier, Spezialbier, Naturtrüb und Panaché.

## Braumeister der letzten 100 Jahre
- 1898–1938: Karl Binder
- 1935/38–1945: Fritz Kutter
- 1945–1951: Hans Locher
- 1951–1959: Aristide Juillerat
- 1959–1971: Fritz Cambensy
- 1971–1984: Hans Sonderegger
- 1984–2012: Oskar Dommen
- 2012–2014: Michael Hanreich
- 2014–2021: Zdzislaw Koltun
- seit 2022: Maximilian Lechner